# Grand Prix Velké Británie 2023
Grand Prix Velké Británie 2023 (oficiálně Formula 1 Aramco British Grand Prix 2023) se jela na okruhu Silverstone ve Velké Británii dne 9. července 2023. Závod byl desátým v pořadí v sezóně 2023 šampionátu Formule 1.

## Kvalifikace
Kvalifikace se uskutečnila 8. července 2023 v 15:00 místního času (UTC+1).
| Poř.                        | Č. | Jezdec           | Konstruktér                  | Časy v kvalifikaci | Časy v kvalifikaci | Časy v kvalifikaci | Pořadí na startu |
| Poř.                        | Č. | Jezdec           | Konstruktér                  | Q1                 | Q2                 | Q3                 | Pořadí na startu |
| --------------------------- | -- | ---------------- | ---------------------------- | ------------------ | ------------------ | ------------------ | ---------------- |
| 1                           | 1  | Max Verstappen   | Red Bull Racing-Honda RBPT   | 1:29.428           | 1:27.702           | 1:26.720           | 1                |
| 2                           | 4  | Lando Norris     | McLaren-Mercedes             | 1:28.917           | 1:28.042           | 1:26.961           | 2                |
| 3                           | 81 | Oscar Piastri    | McLaren-Mercedes             | 1:29.874           | 1:19.659           | 1:31.349           | 3                |
| 4                           | 16 | Charles Leclerc  | Ferrari                      | 1:29.143           | 1:28.361           | 1:27.136           | 4                |
| 5                           | 55 | Carlos Sainz Jr. | Ferrari                      | 1:29.865           | 1:28.265           | 1:27.148           | 5                |
| 6                           | 63 | George Russell   | Mercedes                     | 1:29.412           | 1:28.782           | 1:27.155           | 6                |
| 7                           | 44 | Lewis Hamilton   | Mercedes                     | 1:29.415           | 1:28.545           | 1:27.211           | 7                |
| 8                           | 23 | Alexander Albon  | Williams-Mercedes            | 1:29.466           | 1:28.067           | 1:27.530           | 8                |
| 9                           | 14 | Fernando Alonso  | Aston Martin Aramco-Mercedes | 1:29.949           | 1:28.368           | 1:27.659           | 9                |
| 10                          | 10 | Pierre Gasly     | Alpine-Renault               | 1:29.533           | 1:28.751           | 1:27.689           | 10               |
| 11                          | 27 | Nico Hülkenberg  | Haas-Ferrari                 | 1:29.603           | 1:28.896           |                    | 11               |
| 12                          | 18 | Lance Stroll     | Aston Martin Aramco-Mercedes | 1:29.448           | 1:28.935           |                    | 12               |
| 13                          | 31 | Esteban Ocon     | Alpine-Renault               | 1:29.700           | 1:28.956           |                    | 13               |
| 14                          | 2  | Logan Sargeant   | Williams-Mercedes            | 1:29.873           | 1:29.031           |                    | 14               |
| 15                          | 11 | Sergio Pérez     | Red Bull Racing-Honda RBPT   | 1:29.968           |                    |                    | 15               |
| 16                          | 22 | Júki Cunoda      | AlphaTauri-Honda RBPT        | 1:30.025           |                    |                    | 16               |
| 17                          | 24 | Čou-Kuan-jü      | Alfa Romeo-Ferrari           | 1:30.123           |                    |                    | 17               |
| 18                          | 21 | Nyck de Vries    | AlphaTauri-Honda RBPT        | 1:30.513           |                    |                    | 18               |
| 19                          | 20 | Kevin Magnussen  | Haas-Ferrari                 | 1:32.378           |                    |                    | 19               |
| DSQ                         | 77 | Valtteri Bottas  | Alfa Romeo-Ferrari           | 1:29.798           | Bez času           |                    | 20               |
| 107 % času vítěze: 1:35.141 |    |                  |                              |                    |                    |                    |                  |
| Zdroj:                      |    |                  |                              |                    |                    |                    |                  |

Poznámky
1. ↑  Valtteri Bottas se kvalifikoval jako patnáctý, ale byl diskvalifikován, jelikož mu ve voze nezůstal alespoň 1 litr paliva ke kontrole. Start mu byl povolen na základě výjimky od stevardů.
2. ↑  Jelikož kvalifikace proběhla na mokré trati, nebylo pravidlo 107 % platné.

## Závod
Závod se uskutečnil 9. července 2023 v 15:00 místního času (UTC+1).
| Poř.                                                                                 | No. | Jezdec           | Konstruktér                  | Počet kol | Čas/Odstoupení  | Start | Body |
| ------------------------------------------------------------------------------------ | --- | ---------------- | ---------------------------- | --------- | --------------- | ----- | ---- |
| 1                                                                                    | 1   | Max Verstappen   | Red Bull Racing-Honda RBPT   | 52        | 1:25:16.938     | 1     | 26   |
| 2                                                                                    | 4   | Lando Norris     | McLaren-Mercedes             | 52        | +3.798          | 2     | 18   |
| 3                                                                                    | 44  | Lewis Hamilton   | Mercedes                     | 52        | +6.783          | 7     | 15   |
| 4                                                                                    | 81  | Oscar Piastri    | McLaren-Mercedes             | 52        | +7.776          | 3     | 12   |
| 5                                                                                    | 63  | George Russell   | Mercedes                     | 52        | +11.206         | 6     | 10   |
| 6                                                                                    | 11  | Sergio Pérez     | Red Bull Racing-Honda RBPT   | 52        | +12.882         | 15    | 8    |
| 7                                                                                    | 14  | Fernando Alonso  | Aston Martin Aramco-Mercedes | 52        | +17.193         | 9     | 6    |
| 8                                                                                    | 23  | Alexander Albon  | Williams-Mercedes            | 52        | +17.878         | 8     | 4    |
| 9                                                                                    | 16  | Charles Leclerc  | Ferrari                      | 52        | +18.689         | 4     | 2    |
| 10                                                                                   | 55  | Carlos Sainz Jr. | Ferrari                      | 52        | +19.448         | 5     | 1    |
| 11                                                                                   | 2   | Logan Sargeant   | Williams-Mercedes            | 52        | +23.632         | 14    |      |
| 12                                                                                   | 77  | Valtteri Bottas  | Alfa Romeo-Ferrari           | 52        | +25.830         | 20    |      |
| 13                                                                                   | 27  | Nico Hülkenberg  | Haas-Ferrari                 | 52        | +26.663         | 11    |      |
| 14                                                                                   | 18  | Lance Stroll     | Aston Martin Aramco-Mercedes | 52        | +27.483         | 12    |      |
| 15                                                                                   | 24  | Čou-Kuan-jü      | Alfa Romeo-Ferrari           | 52        | +29.820         | 17    |      |
| 16                                                                                   | 22  | Júki Cunoda      | AlphaTauri-Honda RBPT        | 52        | +31.225         | 16    |      |
| 17                                                                                   | 21  | Nyck de Vries    | AlphaTauri-Honda RBPT        | 52        | +33.128         | 18    |      |
| 18                                                                                   | 10  | Pierre Gasly     | Alpine-Renault               | 49        | Následky nehody | 10    |      |
| Ret                                                                                  | 20  | Kevin Magnussen  | Haas-Ferrari                 | 31        | Motor           | 19    |      |
| Ret                                                                                  | 31  | Esteban Ocon     | Alpine-Renault               | 9         | Únik oleje      | 13    |      |
| Nejrychlejší kolo: Max Verstappen (Red Bull Racing-Honda RBPT) – 1:30.275 (42. kolo) |     |                  |                              |           |                 |       |      |
| Zdroj:                                                                               |     |                  |                              |           |                 |       |      |

Poznámky
1. ↑  Včetně bodu za nejrychlejší kolo.
2. ↑  Lance Stroll skončil jedenáctý, ale odbržel penalizace 5 sekund za způsobení nehody s Pierrem Gaslym.
3. ↑  Pierre Gasly byl klasifikován, jelikož dokončil více než 90 % závodu.

## Průběžné pořadí po závodě
|        | Pořadí | Jezdec           | Body |
| ------ | ------ | ---------------- | ---- |
|        | 1      | Max Verstappen   | 255  |
|        | 2      | Sergio Pérez     | 156  |
|        | 3      | Fernando Alonso  | 137  |
|        | 4      | Lewis Hamilton   | 121  |
|        | 5      | Carlos Sainz Jr. | 83   |
| Zdroj: |        |                  |      |

|        | Pořadí | Konstruktér                  | Body |
| ------ | ------ | ---------------------------- | ---- |
|        | 1      | Red Bull Racing-Honda RBPT   | 411  |
|        | 2      | Mercedes                     | 203  |
|        | 3      | Aston Martin Aramco-Mercedes | 181  |
|        | 4      | Ferrari                      | 157  |
| 1      | 5      | McLaren-Mercedes             | 59   |
| Zdroj: |        |                              |      |